# Balthasar Niederkofler
Balthasar Niederkofler (ur. 10 listopada 1906 w Grazu, zm. 11 kwietnia 1989 w Gries am Brenner) – austriacki biegacz narciarski. W 1933 roku wystartował na mistrzostwach świata w Innsbrucku. Osiągnął tam największy sukces w swojej karierze wspólnie z Hugo Gstreinem, Hugo Gstreinem i Haraldem Paumgartenem zdobywając brązowy medal w sztafecie 4x10 km. Na tych samych mistrzostwach zajął 17. miejsce w biegu na 18 km techniką klasyczną. Nigdy nie startował na igrzyskach olimpijskich.

## Osiągnięcia

### Mistrzostwa świata
| Miejsce | Dzień     | Rok  | Miejscowość | Konkurencja             | Czas biegu | Strata    | Zwycięzca         |
| ------- | --------- | ---- | ----------- | ----------------------- | ---------- | --------- | ----------------- |
| 17.     | 10 lutego | 1933 | Innsbruck   | 18 km stylem klasycznym | 1:02.11 h  | ?         | Nils-Joel Englund |
| 3.      | 12 lutego | 1933 | Innsbruck   | Sztafeta 4x10 km        | 2:49.00 h  | +8:51 min | Szwecja           |